# Campeonato regional de fútbol de Fogo 2014-15
El campeonato regional de Fogo 2014-15 es el campeonato que se juega en la isla de Fogo. Empezó el 15 de noviembre de 2014 y terminó el 19 de abril de 2015. El torneo lo organiza la federación de fútbol de Fogo.
Académica do Fogo es el equipo defensor del título. De segunda división ascienden dos equipos de Santa Catarina do Fogo, Baxada y Parque Real y pierden la categoría el Juventude y el Grito Povo. Un total de 10 equipos participan en la competición, se juegan 18 jornadas a ida y vuelta. Los partidos de los equipos de São Filipe juegan en el estadio 5 de Julho y los de Mosteiros en el estadio Francisco José Rodrigues, los equipos de Santa Catarina do Fogo jugarán en São Filipe, al no disponer de un estadio que cumpla con los requisitos para poder disputar partidos de fútbol. El ganador jugará el campeonato caboverdiano de fútbol 2015, el que finalice en última posición desciende a segunda división y el que termine el noveno jugará una promoción con el segundo clasificado de la división inferior.
El sorteo del calendario se realizó el día 1 de noviembre en la ciudad de São Filipe, donde quedó determinado el orden, fecha y hora de los enfrentamientos de los partidos.
El campeonato se aplazó debido a la erupción del volcán Pico do Fogo, ya que la policía está destinada a las emergencias no pudiendo asistir a los partidos de fútbol. El 14 de diciembre se retomó la competición jugándose el partido aplazado entre el Spartak y el Académica do Fogo.
Durante casi toda la temporada el Académica do Fogo estuvo liderando la competición hasta que a falta de dos jornadas fue superado por el Spartak D'Aguadinha que finalmente quedó campeón de la prueba consiguiendo así su primer campeonato regional.

## Equipos participantes
| Equipo                | Localidad              | Estadio                          |
| --------------------- | ---------------------- | -------------------------------- |
| Académica do Fogo     | São Filipe             | Estadio 5 de Julho               |
| Baxada                | Santa Catarina do Fogo | Estadio 5 de Julho               |
| Botafogo FC           | São Filipe             | Estadio 5 de Julho               |
| Cutelinho FC          | Mosteiros              | Estadio Francisco José Rodrigues |
| Nô Pintcha            | Mosteiros              | Estadio Francisco José Rodrigues |
| Parque Real           | Santa Catarina do Fogo | Estadio 5 de Julho               |
| Spartak D'Aguadinha   | São Filipe             | Estadio 5 de Julho               |
| União de São Lourenço | São Filipe             | Estadio 5 de Julho               |
| Valência              | São Filipe             | Estadio 5 de Julho               |
| Vulcânicos            | São Filipe             | Estadio 5 de Julho               |

## Tabla de posiciones
Actualizado a 19 de abril de 2015
|    | Equipo                    | PJ | PG | PE | PP | GF | GC  | DG  | PTS |
| -- | ------------------------- | -- | -- | -- | -- | -- | --- | --- | --- |
| 1  | Spartak D'Aguadinha (C)   | 18 | 14 | 2  | 2  | 73 | 23  | +50 | 44  |
| 2  | Académica do Fogo         | 18 | 13 | 3  | 2  | 52 | 9   | +43 | 42  |
| 3  | Cutelinho FC              | 18 | 11 | 2  | 5  | 49 | 23  | +26 | 35  |
| 4  | Botafogo FC               | 18 | 10 | 4  | 4  | 55 | 20  | +35 | 34  |
| 5  | Vulcânicos                | 18 | 8  | 6  | 4  | 46 | 22  | +24 | 30  |
| 6  | Valência                  | 18 | 7  | 3  | 8  | 37 | 39  | -2  | 24  |
| 7  | Nô Pintcha                | 18 | 6  | 3  | 9  | 41 | 46  | -5  | 21  |
| 8  | Baxada                    | 18 | 3  | 2  | 13 | 26 | 65  | -39 | 11  |
| 9  | União de São Lourenço (P) | 18 | 3  | 0  | 15 | 19 | 61  | -42 | 9   |
| 10 | Parque Real (D)           | 18 | 1  | 3  | 14 | 14 | 104 | -90 | 6   |

|  | Clasificado para el campeonato caboverdiano de fútbol 2015. |
|  | Promoción de descenso a segunda división de Fogo.           |
|  | Descendido a segunda división de Fogo.                      |

(C) Campeón
(P) Juega la promoción
(D) Descendido

## Resultados
| Académica Fogo | 7 - 0 | Parque Real        | 15 de noviembre | 14:00 |
| Vulcânico      | 5 - 1 | União São Lourenço | 15 de noviembre | 16:00 |
| Botafogo       | 2 - 0 | Cutelinho          | 16 de noviembre | 14:00 |
| Baxada         | 2 - 3 | Valência           | 16 de noviembre | 16:00 |
| Nô Pintcha     | 0 - 2 | Spartak            | 15 de noviembre | 16:00 |

| Valência                                                                                          | 2 - 2 | Parque Real        | 22 de noviembre   | 14:00 |
| Botafogo                                                                                          | 0 - 0 | Vulcânico          | 22 de noviembre   | 16:00 |
| Baxada                                                                                            | 7 - 1 | Nô Pintcha         | 17 de diciembreN1 | -     |
| Spartak                                                                                           | 1 - 1 | Académica Fogo     | 14 de diciembreN1 | -     |
| Cutelinho                                                                                         | 4 - 0 | União São Lourenço | 22 de noviembre   | 16:00 |
| Nota 1: Los partidos del domingo fueron suspendidos a causa de la erupción del volcán de la isla. |       |                    |                   |       |

| Spartak     | 2 - 1 | Cutelinho          | 20 de diciembre | 14:00 |
| Parque Real | 2 - 2 | Baxada             | 20 de diciembre | 16:00 |
| Vulcânico   | 1 - 1 | Académica Fogo     | 29 de diciembre | 14:00 |
| Valência    | 3 - 1 | União São Lourenço | 29 de diciembre | 16:00 |
| Nô Pintcha  | 3 - 3 | Botafogo           | 20 de diciembre | 16:00 |

| Spartak | 2 - 0  | Valência       | 10 de enero   | 14:00 |
| Vulcânico | 3 - 2  | Nô Pintcha     | 10 de enero   | 16:00 |
| Botafogo | 10 - 1 | Baxada         | 11 de enero   | 14:00 |
| União São Lourenço | 2 - 1  | Parque Real    | 11 de enero   | 16:00 |
| Cutelinho | 1 - 3  | Académica Fogo | 13 de eneroN2 | -     |
| Nota 2: Se aplazó el partido a causa del hundimiento del barco Vicente dónde viajaba un jugador del Académica do Fogo con su hijo. |        |                |               |       |

| Botafogo    | 3 - 0 | União São Lourenço | 17 de enero | 14:00 |
| Baxada      | 0 - 6 | Académica Fogo     | 17 de enero | 16:00 |
| Spartak     | 2 - 1 | Vulcânico          | 18 de enero | 14:00 |
| Parque Real | 0 - 9 | Cutelinho          | 18 de enero | 16:00 |
| Nô Pintcha  | 1 - 1 | Valência           | 17 de enero | 16:00 |

| Académica Fogo     | 2 - 0 | Valência    | 24 de enero | 14:00 |
| Spartak            | 1 - 3 | Botafogo    | 24 de enero | 16:00 |
| União São Lourenço | 4 - 6 | Nô Pintcha  | 25 de enero | 14:00 |
| Vulcânico          | 9 - 0 | Parque Real | 25 de enero | 16:00 |
| Cutelinho          | 2 - 1 | Baxada      | 24 de enero | 16:00 |

| Vulcânico          | 4 - 2 | Baxada      | 31 de enero  | 14:00 |
| Académica Fogo     | 1 - 0 | Botafogo    | 31 de enero  | 16:00 |
| União São Lourenço | 1 - 8 | Spartak     | 1 de febrero | 14:00 |
| Valência           | 3 - 2 | Cutelinho   | 1 de febrero | 16:00 |
| Nô Pintcha         | 3 - 0 | Parque Real | 31 de enero  | 16:00 |

| Académica Fogo     | 2 - 0 | Nô Pintcha | 7 de febrero | 14:00 |
| Valência           | 2 - 1 | Botafogo   | 7 de febrero | 16:00 |
| Parque Real        | 0 - 8 | Spartak    | 8 de febrero | 14:00 |
| União São Lourenço | 0 - 1 | Baxada     | 8 de febrero | 16:00 |
| Cutelinho          | 0 - 1 | Vulcânico  | 7 de febrero | 16:00 |

| Vulcânico      | 5 - 0 | Valência           | 14 de febrero | 14:00 |
| Baxada         | 1 - 5 | Spartak            | 14 de febrero | 16:00 |
| Parque Real    | 0 - 9 | Botafogo           | 15 de febrero | 14:00 |
| Académica Fogo | 3 - 0 | União São Lourenço | 15 de febrero | 16:00 |
| Nô Pintcha     | 1 - 2 | Cutelinho          | 14 de febrero | 16:00 |

| Parque Real        | 2 - 8 | Académica Fogo | 21 de febrero | 14:00 |
| União São Lourenço | 2 - 1 | Vulcânico      | 21 de febrero | 16:00 |
| Spartak            | 6 - 4 | Nô Pintcha     | 22 de febrero | 14:00 |
| Valência           | 1 - 2 | Baxada         | 22 de febrero | 16:00 |
| Cutelinho          | 3 - 2 | Botafogo       | 21 de febrero | 16:00 |

| Parque Real        | 0 - 9 | Valência  | 28 de febrero | 14:00 |
| Vulcânico          | 1 - 1 | Botafogo  | 28 de febrero | 16:00 |
| União São Lourenço | 1 - 5 | Cutelinho | 1 de marzo    | 14:00 |
| Académica Fogo     | 3 - 0 | Spartak   | 1 de marzo    | 16:00 |
| Nô Pintcha         | 2 - 0 | Baxada    | 28 de febrero | 16:00 |

| Botafogo           | 3 - 1 | Nô Pintcha  | 7 de marzo | 14:00 |
| Baxada             | 1 - 1 | Parque Real | 7 de marzo | 16:00 |
| Académica Fogo     | 1 - 0 | Vulcânico   | 8 de marzo | 14:00 |
| União São Lourenço | 1 - 2 | Valência    | 8 de marzo | 16:00 |
| Cutelinho          | 3 - 3 | Spartak     | 8 de marzo | 16:00 |

| Académica Fogo | 0 - 2 | Cutelinho          | 14 de marzo | 14:00 |
| Valência       | 1 - 3 | Spartak            | 14 de marzo | 16:00 |
| Baxada         | 1 - 4 | Botafogo           | 15 de marzo | 14:00 |
| Parque Real    | 2 - 0 | União São Lourenço | 15 de marzo | 16:00 |
| Nô Pintcha     | 1 - 1 | Vulcânico          | 14 de marzo | 16:00 |

| União São Lourenço | 0 - 3 | Botafogo    | 21 de marzo | 14:00 |
| Académica Fogo     | 3 - 0 | Baxada      | 21 de marzo | 16:00 |
| Vulcânico          | 2 - 3 | Spartak     | 22 de marzo | 14:00 |
| Valência           | 5 - 1 | Nô Pintcha  | 22 de marzo | 16:00 |
| Cutelinho          | 6 - 1 | Parque Real | 14 de marzo | 16:00 |

| Valência    | 1 - 7 | Académica Fogo     | 28 de marzo | 14:00 |
| Botafogo    | 1 - 2 | Spartak            | 28 de marzo | 16:00 |
| Baxada      | 2 - 3 | Cutelinho          | 29 de marzo | 14:00 |
| Parque Real | 0 - 3 | Vulcânico          | 29 de marzo | 16:00 |
| Nô Pintcha  | 6 - 2 | União São Lourenço | 28 de marzo | 16:00 |

| Baxada      | 3 - 6 | Vulcânico          | 4 de abril | 14:00 |
| Botafogo    | 0 - 0 | Académica Fogo     | 4 de abril | 16:00 |
| Spartak     | 4 - 1 | União São Lourenço | 5 de abril | 14:00 |
| Parque Real | 1 - 8 | Nô Pintcha         | 5 de abril | 16:00 |
| Cutelinho   | 1 - 0 | Valência           | 4 de abril | 16:00 |

| Vulcânico  | 1 - 1  | Cutelinho          | 11 de abril | 14:00 |
| Botafogo   | 4 - 2  | Valência           | 11 de abril | 16:00 |
| Spartak    | 12 - 0 | Parque Real        | 12 de abril | 14:00 |
| Baxada     | 0 - 3  | União São Lourenço | 12 de abril | 16:00 |
| Nô Pintcha | 1 - 0  | Académica Fogo     | 11 de abril | 16:00 |

| Valência           | 2 - 2 | Vulcânico      | 18 de abril | 14:00 |
| Spartak            | 9 - 0 | Baxada         | 18 de abril | 16:00 |
| Botafogo           | 6 - 2 | Parque Real    | 19 de abril | 14:00 |
| União São Lourenço | 0 - 4 | Académica Fogo | 19 de abril | 16:00 |
| Cutelinho          | 4 - 0 | Nô Pintcha     | 18 de abril | 16:00 |

| União São Lourenzo                                                     | 1 - 0 | ABC de Patim       | 26 de junio |
| ABC de Patim                                                           | 1 - 1 | União São Lourenzo | 3 de julio  |
| União de São Lourenzo permanece en la categoría al ganar la promoción. |       |                    |             |

El horario de los partidos está expresado en UTC-1

### Evolución de las posiciones
| Equipo / Jornada | 01 | 02 | 03 | 04 | 05 | 06 | 07 | 08 | 09 | 10 | 11 | 12 | 13 | 14 | 15 | 16 | 17 | 18 |
| ---------------- | -- | -- | -- | -- | -- | -- | -- | -- | -- | -- | -- | -- | -- | -- | -- | -- | -- | -- |
| Académica        | 1  | 1  | 3  | 3  | 2  | 1  | 1  | 1  | 1  | 1  | 1  | 1  | 1  | 1  | 1  | 1  | 2  | 2  |
| Baxada           | 6  | 6  | 6  | 6  | 7  | 8  | 8  | 8  | 8  | 7  | 8  | 8  | 8  | 8  | 8  | 8  | 8  | 8  |
| Botafogo FC      | 4  | 4  | 5  | 2  | 3  | 2  | 4  | 4  | 4  | 4  | 4  | 3  | 3  | 3  | 4  | 4  | 4  | 4  |
| Cutelinho FC     | 7  | 7  | 7  | 7  | 6  | 5  | 6  | 6  | 6  | 5  | 5  | 6  | 5  | 4  | 3  | 3  | 3  | 3  |
| Nô Pintcha       | 8  | 9  | 9  | 10 | 9  | 7  | 7  | 7  | 7  | 8  | 7  | 7  | 7  | 7  | 7  | 7  | 7  | 7  |
| Parque Real      | 10 | 8  | 8  | 9  | 10 | 10 | 10 | 10 | 10 | 10 | 10 | 10 | 10 | 10 | 10 | 10 | 10 | 10 |
| Spartak          | 3  | 3  | 2  | 1  | 1  | 3  | 2  | 2  | 2  | 2  | 2  | 2  | 2  | 2  | 2  | 2  | 1  | 1  |
| São Lourenço     | 9  | 10 | 10 | 8  | 8  | 9  | 9  | 9  | 9  | 9  | 9  | 9  | 9  | 9  | 9  | 9  | 9  | 9  |
| Valência         | 5  | 5  | 1  | 5  | 5  | 6  | 5  | 5  | 5  | 6  | 6  | 5  | 6  | 5  | 6  | 6  | 6  | 6  |
| Vulcânicos       | 2  | 2  | 4  | 4  | 4  | 4  | 3  | 3  | 3  | 3  | 3  | 4  | 4  | 6  | 5  | 5  | 5  | 5  |

| Campeón Spartak D'Aguadinha 1.er título |

## Estadísticas
- Mayor goleada: Spartak 12 - 0 Parque Real (12 de abril)
- Partido con más goles: Spartak 12 - 0 Parque Real (12 de abril)
- Mejor racha ganadora: Académica Fogo; 9 jornadas (jornadas 4 a 12)
- Mejor racha invicta: Académico Fogo; 12 jornadas (jornadas 1 a 12)
- Mejor racha marcando: Académica Fogo; 12 jornadas (jornadas 1 a 12)
- Mejores racha imbatida: Académico Fogo; 5 jornadas (jornada 5 a 9)